# USA Archery
USA Archery est chargée d'organiser et de développer la pratique du tir à l'arc aux États-Unis. La fédération a été fondée en 1879 et est affilié à la World Archery depuis 1931.

## Direction
Le comité directeur de la fédération est constitué de 10 membres qui ont au moins 18 ans et sont licenciés à la fédération. Un mandat dure 4 ans et un membre ne peut effectuer que 2 mandats consécutifs, mais peut être réélu après une absence d'un an du comité.